# Боровик пурпурово-споровий
Боровик пурпурово-споровий або Порфірел пурпуровоспоровий (Porphyrellus pseudoscaber (Secr.) Sing., Porphyrellus porphyrosporus (Fr. ex Hok) E.J.Gilb., Boletus porphyrosporus Fr. ex Hok)
З родини болетових — Boletaceae.
Шапка (3)5-12(15) см у діаметрі, бурувато- або оливковокоричнева, тонковолокнисто-оксамитова, суха, часто тріщинувата, від дотику темнів до чорного кольору. Шкірка не знімається. Пори дуже малі, нерівномірні, сіруваті. Спори червонувато-коричнюваті, 13-18(21) Х 6-7 мкм. Ніжка 4-12(15) Х 1-3(4) см, щільна, кольору шапки або світліша, тонкоповстисто-зерниста, при достиганні майже гола. М'якуш білий, згодом жовтуватий, при розрізуванні на повітрі трохи рожевіє, згодом бурів, з неприємним смаком і запахом.
Росте на Поліссі у хвойних лісах, на піщаних ґрунтах у червні — жовтні. Неїстівний гриб. Зустрічається зрідка.
Занесений до Офіційного переліку регіонально рідкісних рослин Київської області.